# Les Planes
Les Planes è un nucleo abitato del quartiere di Vallvidrera, Tibidabo i les Planes, nel distretto di Sarrià-Sant Gervasi della città di Barcellona.
Il quartiere si trova all'interno della catena montuosa di Collserola ed è adiacente all'omonimo quartiere del comune di Sant Cugat del Vallès. La località, già in precedenza utilizzata come luogo di villeggiatura, ha assunto la conformazione di un quartiere formato da casette unifamiliari a partire dalla costruzione di una stazione della ferrovia da Barcellona a Sabadell nel 1917. Vi sorge una cappella che fa riferimento alla parrocchia di Santa Maria di Vallvidrera.
Il quartiere è servito dalle linee S1 e S2 della Metro del Vallès e dalla rete dei Ferrocarrils de la Generalitat de Catalunya.